# 莫菲爾島
莫菲爾島（法語：Ile à Morfil）是塞內加爾的島嶼，位於該國北部，長逾100公里，面積1,250平方公里，主要農作物有稻米和粟類，該島在十一世紀時是塔克魯爾王國的中心。